# Clymer (Pensilvania)
Clymer es un borough ubicado en el condado de Indiana en el estado estadounidense de Pensilvania. En el año 2000 tenía una población de 1,547 habitantes y una densidad poblacional de 1,006.4 personas por km².

## Geografía
Clymer se encuentra ubicado en las coordenadas 40°40′08″N 79°0′43″O / 40.66889, -79.01194.

## Demografía
Según la Oficina del Censo en 2000 los ingresos medios por hogar en la localidad eran de $24,688 y los ingresos medios por familia eran $36,688. Los hombres tenían unos ingresos medios de $29,375 frente a los $25,000 para las mujeres. La renta per cápita para la localidad era de $14,250. Alrededor del 16.5% de la población estaba por debajo del umbral de pobreza.